# Further Seems Forever
Further Seems Forever ist eine 1998 in Florida gegründete Alternative-Rock-/Emo-Band. 2006 gab die Band ihre Auflösung bekannt. Seit August 2010 gibt es eine Wiedervereinigung in der Originalbesetzung.

## Bandgeschichte
Die Gruppe wurde 1998 von Mitgliedern der gerade aufgelösten christlichen Hardcoreband Strongarm in Pompano Beach gegründet. Als Sänger wurde Chris Carrabba hinzugeholt, der zuvor in einer Band namens The Vacant Andys aktiv gewesen war. Die ersten Veröffentlichungen der Band waren 1999 ein Samplerbeitrag auf der Deep-Elm-Compilation Emo Diaries IV und die EP From the 27th State, die bei Takehold Records [jetzt: Fast Friday] erschien.
Mit The Moon is Down folgte 2001 das erste Album, das wie die beiden Nachfolger bei Tooth & Nail veröffentlicht wurde. Im selben Jahr verließ Sänger Carrabba die Band, um sich auf seine als Soloprojekt begonnene Band Dashboard Confessional zu konzentrieren. Ersetzt wurde er durch Jason Gleason; außerdem musste der Gitarrist Nick Dominguez ersetzt werden, für ihn kam Derick Cordoba in die Band. In dieser Besetzung wurde 2003 das Album How to Start a Fire eingespielt, mit dem die Gruppe Platz 133 der US-amerikanischen Albumcharts erreichte. Im Jahr darauf trennte sich die Band während der Aufnahmen zum dritten Album im Streit von Gleason, der durch Jon Bunch von der Gruppe Sense Field ersetzt wurde. Mit diesem wurde das Album schließlich auch eingespielt; das Hide Nothing betitelte Werk konnte sich wie der Vorgänger in den US-amerikanischen Charts platzieren, wo es bis auf Rang 122 gelangte. Am 17. Juni 2006 spielte die Band ihr vorerst letztes Konzert in Atlanta.
Im August 2011 fand die Band erneut und in Originalbesetzung zusammen. Der erste Auftritt fand beim belgischen Groezrock-Festival statt. 2012 veröffentlichte die Band ihr viertes Album Penny Black auf Rise Records.

## Diskografie

### Studioalben
- 2001: The Moon Is Down (Tooth & Nail)
- 2003: How to Start a Fire (Tooth & Nail)
- 2004: Hide Nothing (Tooth & Nail)
- 2012: Penny Black (Rise Records)

### Andere
- 1999: From the 27th State (EP) (Takehold Records)
- 2002: Split mit Twothirtyeight
- 2006: Hope This Finds You Well (Compilation)
- 2007: The Final Curtain (Compilation, DVD)